# František Rasch
František Rasch auch Franz Rasch oder František Raš (geboren am 9. Dezember 1889 in Prerau; hingerichtet am 11. Februar 1918 in Škaljari in der Nähe von Kotor) war ein wichtiger Anführer des Matrosenaufstands von Cattaro.

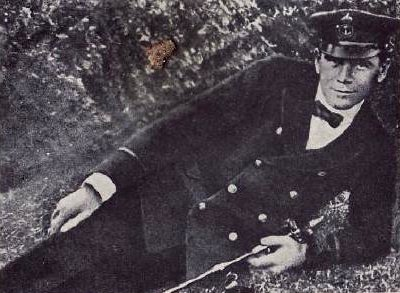
František Rasch

## Familie und Ausbildung
Der Vater Adolf Rasch war Deutscher und Schneider von Beruf. Die Mutter Kateřina Raschová, geb. Petříková war Tschechin. Sie hatten acht Kinder, František war das vierte. Als er sechs Jahre alt war, zog die Familie nach dem ebenfalls in Mähren liegenden Opava (Troppau) um, wo der Vater eine Stelle als Postbeamter bekam.
Der Leiter des Stadtarchivs in Přerov / Prerau, Jiří Lapáček vermutet, dass František höchstwahrscheinlich fünf Klassen der deutschen Gemeindeschule und später bis 1903 drei Klassen der Bürgerschule absolvierte. Danach besuchte er die Handelsschule und ließ sich nebenbei in einem Eisenwarenladen in Opava / Troppau zum Handelsgehilfen ausbilden. Sobald er seine Lehre im Jahr 1905 abgeschlossen hatte, ging er nach Šibenik und schrieb sich in die dortige Schule für Schiffsjungen ein. Die Militärschule dauerte zwei Jahre. Anschließend leistete er seinen Militärdienst. Rasch verbrachte die Jahre 1905 bis 1913 auf dem Meer oder in verschiedenen Marinestützpunkten.

## Matrosenaufstand von Cattaro
Mit Kriegsausbruch 1914 wurde Rasch als Reservist zur österreichisch-ungarischen Marine eingezogen. Anfang 1918 war er als Titularbootsmann (höherer Unteroffizier) bei der Beleuchtungsabteilung in Kumbor (an der mittleren Bucht von Cattaro gelegen) stationiert.
Es ist nicht ganz klar, wie intensiv Rasch in die Vorbereitungen für den Matrosenaufstand von Cattaro eingebunden war. Bruno Frei und Jindřich Veselý beschreiben verschiedene lockere Gruppen, die gegen die als katastrophal empfundene Lage protestieren wollten. Dazu wollte man sich der großen Streikwelle in Österreich-Ungarn anschließen und ihr weiteren Auftrieb verleihen. Auch Rasch gehörte offenbar diesen Gruppen an. Er wird von Veselý als genial/brillant und als bewusster Sozialdemokrat beschrieben.
Er tritt aber erst am zweiten Tag des Aufstands öffentlich in Erscheinung, als er als wichtigster Sprecher des zentralen Matrosenkomitees auf dem Flaggschiff (österr.: Flaggenschiff) Sankt Georg, dem Zentrum des Aufstands, fungiert. Plaschka sieht in Rasch das bestimmende Element der Revolte, der auch deutlich die sozialrevolutionäre Perspektive angesprochen habe: „daß mit dem System im Staat gebrochen werden müsse.“

## Standgericht und Erschießung
Der Aufstand musste bereits am dritten Tag abgebrochen werden, weil die Streikwelle in Österreich-Ungarn kurz vorher zum Erliegen gekommen war, weil eine größere Unterstützung durch die Bevölkerung und die an Land stationierten Kräfte ausgeblieben war und weil es der Militärführung gelungen war, loyale Kräfte heranzuschaffen. Daraufhin wurden 678 Marineangehörige verhaftet, darunter auch Rasch. Davon wurden 40 vor ein Standgericht gestellt, von denen vier, einschließlich Rasch, am 10. Februar 1918 zum Tod durch Erschießen verurteilt wurden. Ein Gnadengesuch des zivilen Anwalts Dr. Mitrović an den Kaiser, das unter anderem mit einer unfairen Prozessführung begründet wurde, blieb unbeantwortet. Die Hinrichtung erfolgte frühmorgens am 11. Februar 1918 unterhalb der Friedhofsmauern des nahegelegenen Dorfes Škaljari. Sie wurden in einem Gemeinschaftsgrab beerdigt.
Über die letzten Stunden der Verurteilten gibt es einen Bericht des kroatischen Feldkuraten (österr. für Militärgeistlicher) Don Niko Luković, der von dem Schriftsteller und Historiker Niko Simov Martinovic aufgeschrieben wurde. Plaschka fasste diesen Bericht zusammen. Danach wurde den Gefangenen um 5:00 Uhr morgens das Urteil verkündet. Während Grabar, Sisgorić und Berničevič zusammenfuhren, wäre Rasch ruhig geblieben und hätte geantwortet: „Meine Herren, nach meiner Meinung ist das ein Justizmord.“ Daraufhin sprach der Geistliche mit den Verurteilten. Rasch erklärte, er habe als Sozialist für die Freiheit, für die Rechte der Arbeiter und für eine bessere soziale Ordnung gekämpft. Und er habe im Militär gegen diesen ungerechten Eroberungskrieg gekämpft, ermutigt durch die Vorgänge in Russland. Dort gäbe es eine neue Sonne, die nicht nur den Slawen, sondern allen Völkern der Welt scheinen und ihnen Frieden und Gerechtigkeit bringen würde. Don Luković begann die verurteilten Matrosen zu trösten, indem er zugab, dass sie unschuldig in eine andere Welt gingen, als Opfer einer gerechten Sache. Dann wurden sie zum Richtplatz geführt. Niemand durfte sich auf der Straße oder auch nur an den Fenstern zeigen. Dort wurde nochmals das Urteil verlesen. Ein ungarischer Hauptmann führte das Kommando über das Peloton. Rasch wollte keine Augenbinde, Grabar bat um Mitleid, er habe Frau und Kind. Rasch rief: „Das ist ein Justizmord!“ und „Es lebe die Freiheit!“ Der Hauptmann zog den Säbel und gab das Kommando. Er musste es dreimal geben. Zweimal hatte das Peloton nicht gehorcht. Einer war ohnmächtig zusammengebrochen. Dann krachte eine Salve. Alle außer Grabar waren sofort tot. Der Hauptmann schickte zwei Soldaten vor, die ihn niederschießen mussten.

## Gedenken
In Škaljari gibt es einen Gedenkstein und in Kotor zwei Plaketten am damaligen Gerichtsgebäude und am Gefängnis, auf denen auch die Namen der Erschossenen verzeichnet sind. In Raschs Heimatstadt Prerov wurden eine Straße und ein Platz mit einem Park nach ihm benannt. Dort, in der Nähe der Fakultät für Bildungswissenschaften, wurde auch seine Büste zusammen mit einer Informationstafel aufgestellt.

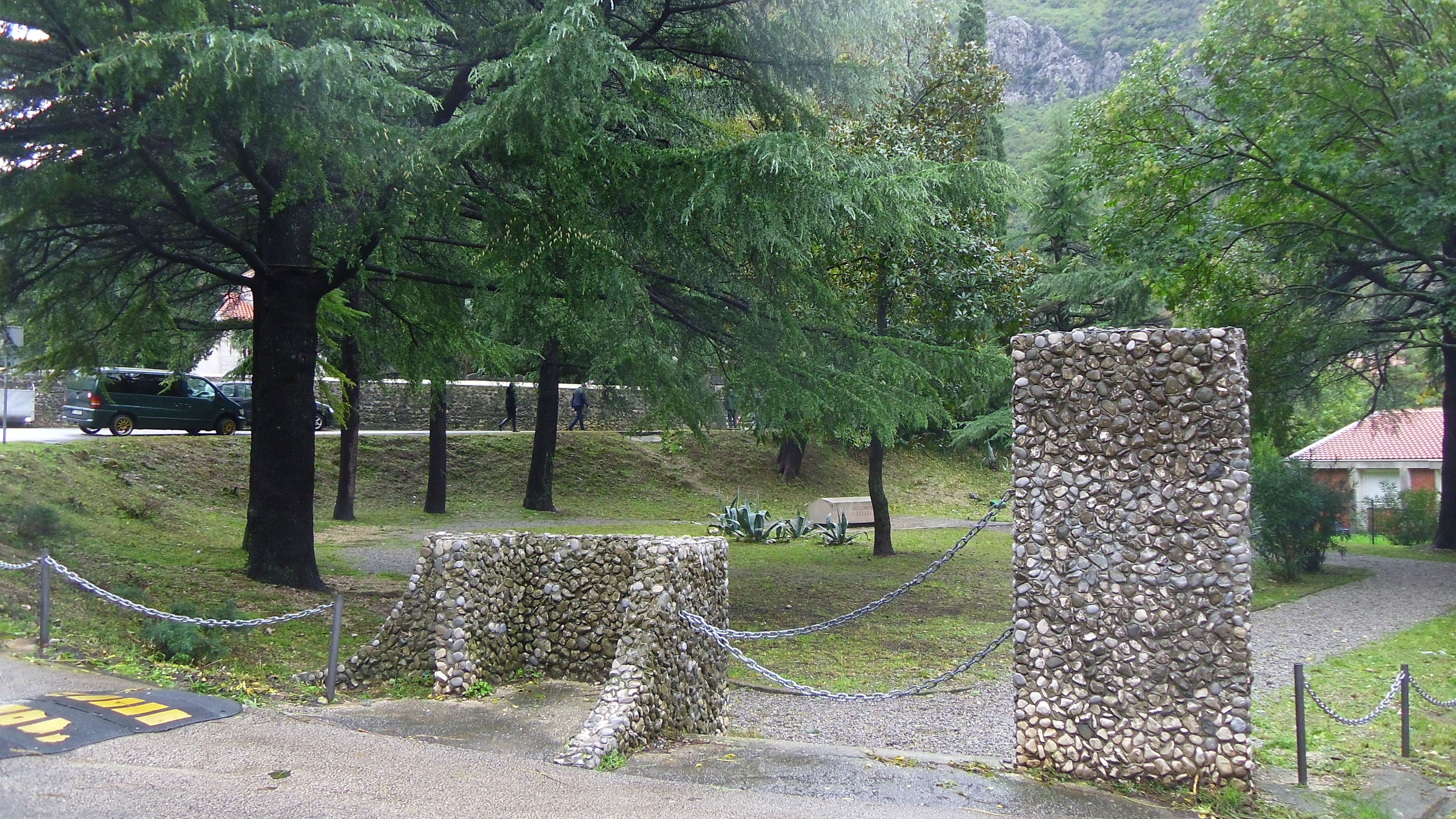
Gedenkstätte vor dem Friedhof Škaljari, etwa 15 Gehminuten von Kotor (Cattaro) entfernt. Unterhalb der Friedhofsmauer wurden die vier Matrosen einschließlich Rasch standrechtlich erschossen.
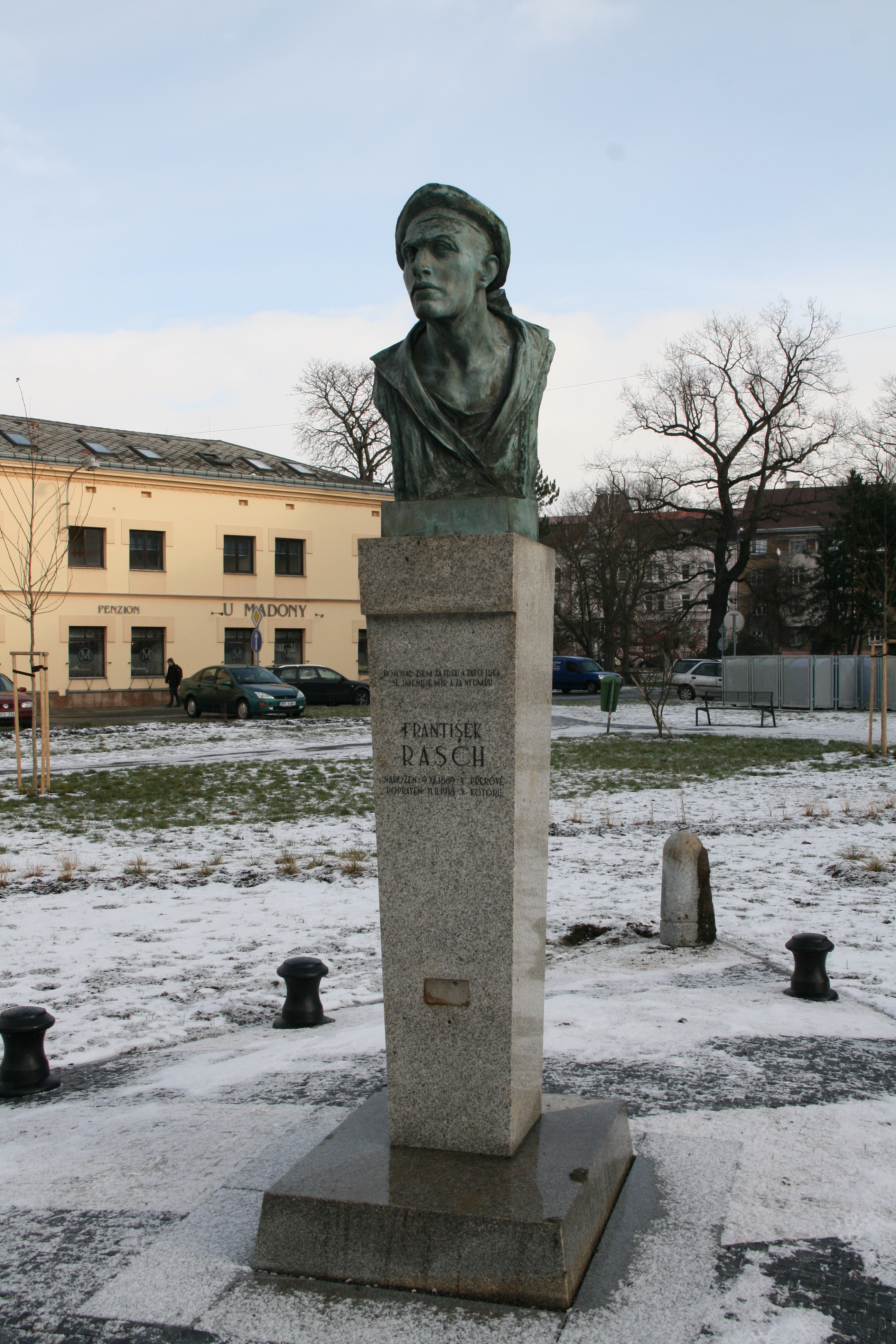
Büste von František Rasch in Přerov.
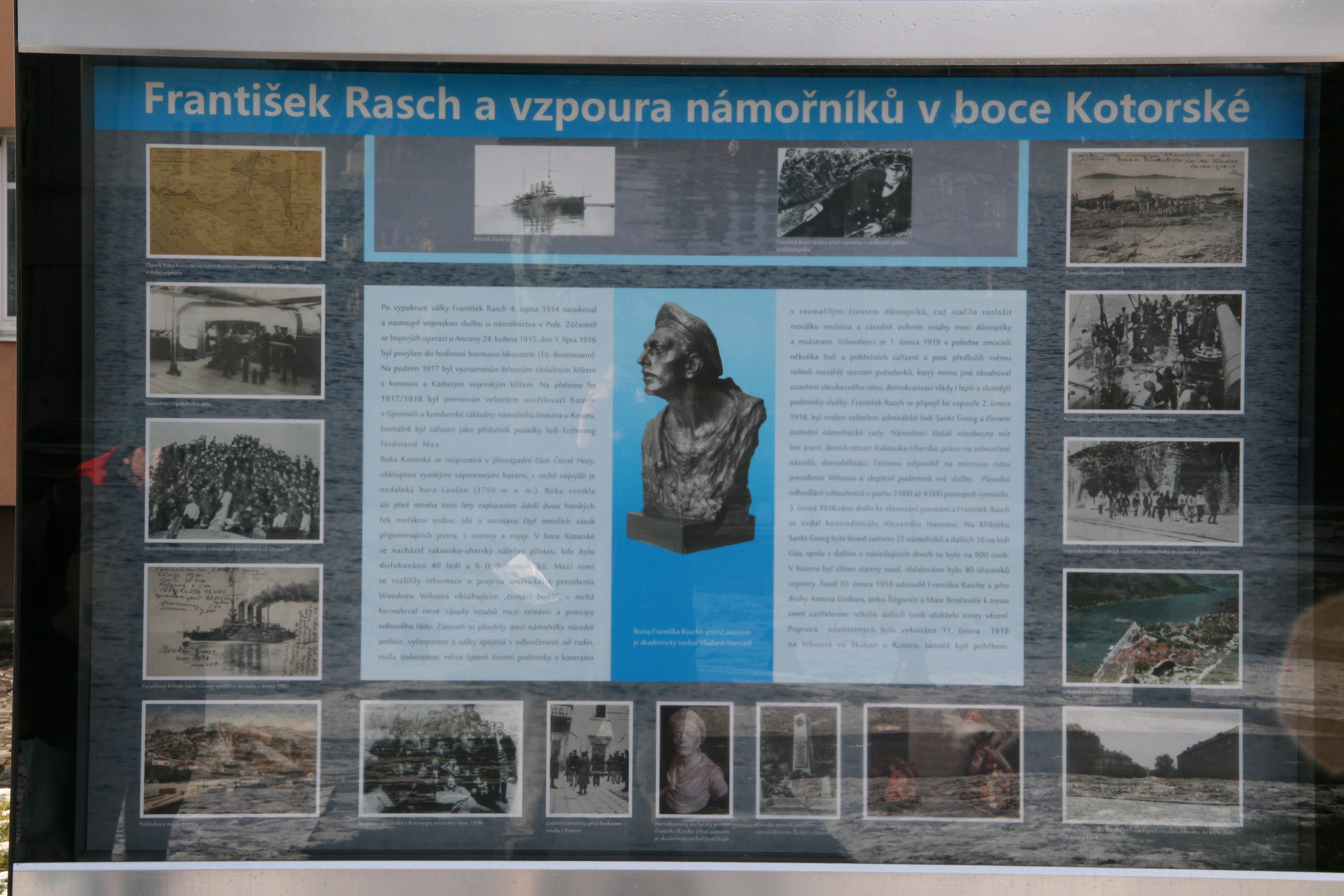
Informationstafel in Přerov; Überschrift: Rasch und der Matrosenaufstand in der Bucht von Kotor.
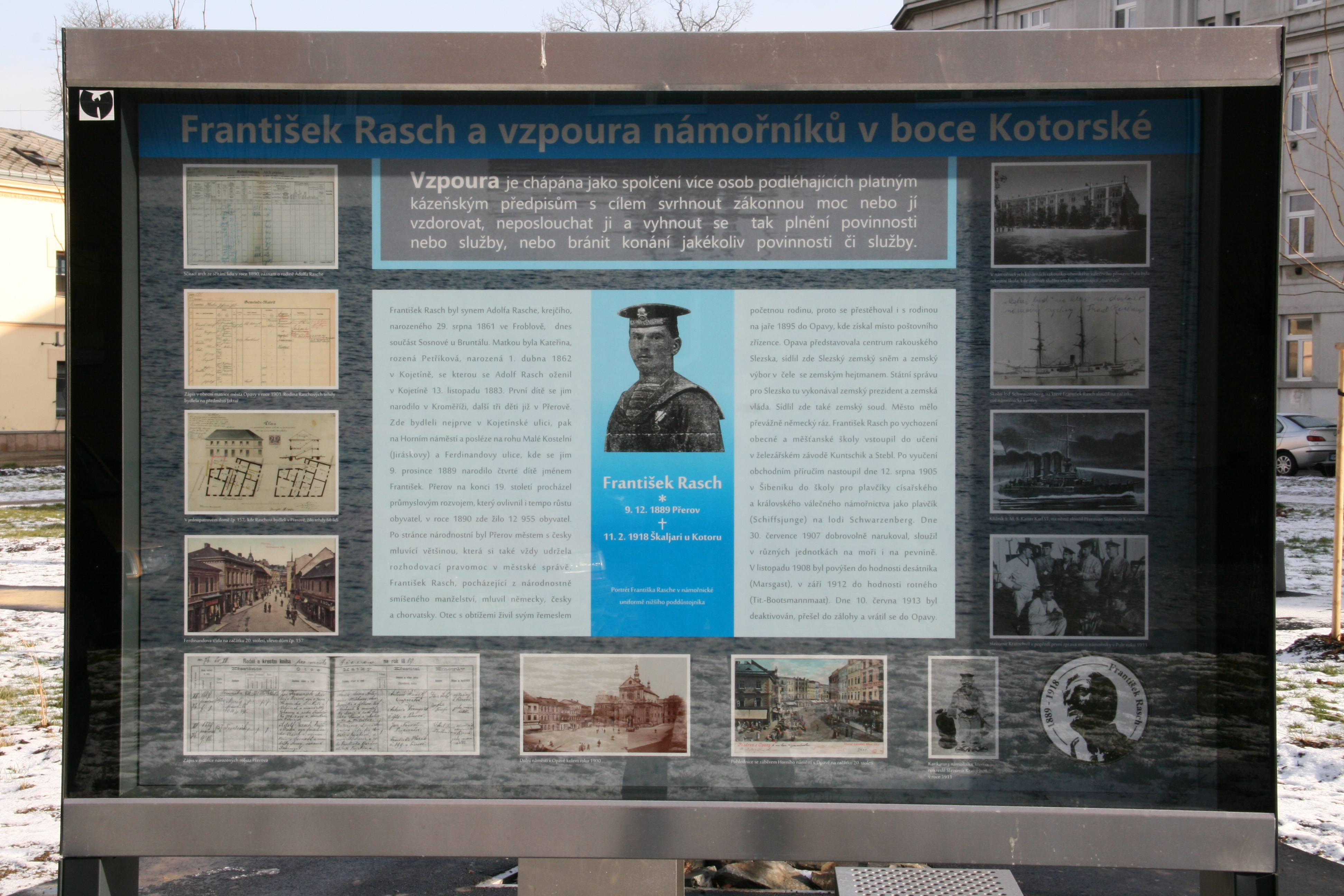
Rückseite der Informationstafel.